# Michael Doyle (football)
Pour les articles homonymes, voir Michael Doyle et Doyle.
Michael Doyle est un footballeur professionnel irlandais né le 8 août 1981 à Dublin. Il jouait comme milieu de terrain devenu entraîneur.

## Carrière d'entraîneur

### Woking FC
Après des expériences en tant qu'entraîneur adjoint à Notts County et Forest Green Rovers, Doyle est nommé nouveau coach du Woking FC le 17 décembre 2023. Le club évolue en National League, la cinquième division anglaise.

## Palmarès

### En club
- Portsmouth
  - Champion du Football League Two (D4 anglaise) en 2017.